# Axel Foley
Pour les articles homonymes, voir Foley.
Axel Foley est un personnage de fiction incarné par Eddie Murphy dans la série de films Le Flic de Beverly Hills.
Il a été classé par le magazine américain Empire numéro 55 au classement des « 100 meilleurs personnages de films de l'histoire » (« The 100 Greatest Movie Characters of All Time »).
Avant que le choix ne se porte sur Eddie Murphy, le rôle est proposé à Mickey Rourke, puis Sylvester Stallone. Ce dernier a préféré quitter le projet à la suite de divergences d'opinion : il voulait plus d'action pour le film. Le rôle fut donc réécrit pour Eddie Murphy, âgé alors de 23 ans et connu pour ses sketches dans l'émission Saturday Night Live, et ses films 48 heures (1982) et Un fauteuil pour deux (1983).

## Biographie fictive

### Jeunesse
Axel Foley est un enfant unique, sans grandes relations avec ses parents. C'est un délinquant juvénile, originaire de Détroit. Il suit malgré tout des études à la Mumford High School. Mais il commet quelques larcins dans sa jeunesse. Après quelque temps de chômage, il décide de rejoindre la police de Détroit en 1983, où il travaille sous les ordres de l'inspecteur Todd.

### Le Flic de Beverly Hills(1984)
Axel Foley est un flic désinvolte et indiscipliné de la ville de Détroit. Alors qu'il enquête sur des trafiquants de cigarettes, son ami d'enfance Mikey Tandino, vient lui rendre visite. Mikey lui explique qu'il est désormais le gardien d'une galerie d'art de Beverly Hills. Mais le soir même, il se fait assassiner par deux hommes. Bien décidé à retrouver les coupables, il « prend un congé » et part à Beverly Hills pour enquêter lui-même.
Axel retrouve à Beverly Hills son amie Jeannette « Jenny » Summers, il rencontre Serge, un employé de la galerie.
Axel ne tarde pas à suspecter Victor Maitland, le patron de Mikey et Jenny. Mais il se heurte au « style » très différent des policiers californiens : l'inspecteur William « Billy » Rosewood, le sergent John Taggart et le lieutenant Andrew Bogomil. Il pousse cependant Rosewood et Taggart à l'aider dans sa tâche. Ils découvrent que Maitland et ses hommes trafiquent de la drogue.
Alors que Jenny a été enlevée par les mafieux, Axel et Rosewood se lancent à leur poursuite. Tous les deux sont rejoints par Taggart qui se montre d'abord réticent face à l'attiude d'Axel mais finit par prendre son parti. Les trois policiers infiltrent la villa de Victor Maitland et une violente fusillade éclate. Dans le feu de l'action, Rosewood et Taggart éliminent plusieurs malfaiteurs mais se retrouvent rapidement à court de munitions. Des coups de feu provenant de la résidence de Maintland sont signalés au commissariat de Beverly Hills. Ayant compris la situation en géolocalisant la voiture de Taggart, le lieutenant Bogomil envoie des escouades armées pour secourir les trois policiers. 
Se voyant cerné par les autorités, Maitland prend en otage Jenny et blesse Axel à l'épaule. Après une chasse à l'homme à l'intérieur de la maison, le criminel meurt abattu par Axel et Bogomil, arrivé sur les lieux avec les renforts.
L'affaire étant réglée, Axel retourne à Détroit.

### Le Flic de Beverly Hills 2(1987)
De retour à Détroit, Axel Foley enquête cette fois sur des trafiquants de cartes de crédits. Alors qu'il est infiltré, il apprend que son ami le capitaine Bogomil s'est fait tirer dessus par des criminels commettant des hold-up sanglants à Beverly Hills. Axel ne perd par de temps et se rend au chevet de Bogomil, aux côtés de sa fille Jan et de ses amis Rosewood et Taggart. Ces derniers expliquent à Axel que le gang responsable de tout cela, qui réalise des braquages et nargue la police avec des messages codés, se fait appeler le « Gang de l'alphabet »
Bien que le chef de la police les mette sur la touche, ils décident de poursuivre les investigations de Bogomil. Ils se rendent dans un club de tir, à la recherche d'un fabricant de balles trafiquées. Très vite, ils suspectent le propriétaire des lieux : Charles « Chip » Cain. Axel rencontre également Karla Fry, une grande blonde, que des témoins affirment avoir vu sur les braquages.
Mais les trois policiers comprennent rapidement que Cain n'est pas le cerveau du gang. Ils découvrent le lieu du prochain braquage et prennent en chasse les criminels jusque dans le Manoir Playboy de Hugh Hefner.
Après enquête et grâce à l'aide de Jan, la fille de Bogomil, ils découvrent que les lieux cambriolés appartiennent à Maxwell Dent, qui a assuré contre le vol tous ces lieux. Axel, Billy et Taggart se rendent dans l'entrepôt où Dent vend des armes à un certain Thomopoulos.
Après une longue fusillade, Axel abat Dent d'une balle dans la tête. Karla Fry, la fiancée de Dent, est sur le point de tuer Foley lorsque Taggart surgit et la tue.
Le chef de la police Harold Lutz et le maire arrivent. Alors que le chef engueule les policiers, le maire décide de le renvoyer. Bogomil, maintenant rétabli, est nommé chef à la place de Lutz. Axel retourne à Détroit.

### Le Flic de Beverly Hills 3(1994)
Axel Foley et ses collègues de Détroit s'apprêtent à investir un hangar de voleurs de voitures. Il est rejoint par Todd, son supérieur. Les policiers pensent que c'est une mission banale. Ils ignorent qu'à l'intérieur du hangar, les voleurs de voitures se sont fait tuer par d'autres criminels, armés d'armes automatiques. Une fusillade éclate et l'inspecteur Todd est gravement touché. Axel voit très bien qui a tiré sur son chef. Todd meurt dans les bras d'Axel, après lui avoir dit « Axel, c'est la pause café ? Va cravater ce fils de pute ! ». Alors qu'il poursuit en voiture les meurtriers, Axel est arrêté par des agents fédéraux lui ordonnant de les laisser filer et d'abandonner l'affaire.
Axel Foley décide quand même de rendre justice à Todd et de mener sa propre enquête. Il suit la piste de parc d'attraction WonderWorld : les meurtriers avaient caché leurs armes dans des serviettes portant le logo du célèbre parc de Beverly Hills.
Axel rend donc visite à Billy Rosewood, désormais chef du D.D.O.J.S.I.O.C. (Député Directeur des Opérations de Jonction des Services Interdépartementaux des Opérations Commandos). Billy apprend à Axel que Taggart est maintenant à la retraite. Axel explique à Billy pourquoi il est ici. Billy lui présente alors Jon Flint, un policier, qui connaît très bien le chef de la sécurité de WonderWorld : Ellis De Wald. Une fois sur place, Axel découvre que De Wald est en fait le meurtrier de Todd ! Mais ce dernier bénéficie d'une réputation sans faille auprès de la police et du public de Beverly Hills. Personne ne veut croire les accusations d'Axel.
Grâce à l'aide d'Oncle Dave, le créateur de WonderWorld, et de Janice, une employée du parc, Axel découvre que De Wald fabrique de la fausse monnaie.
Axel croise à nouveau la route de Serge, l'ancien employé de la galerie d'art où travaillaient Mikey et Jenny. Il vend désormais des armes et propose à Axel un prototype inédit.
Axel se rend à WonderWorld pour y secourir Janice, capturée par les sbires de De Wald. Rejoint par Rosewood et Flint, il parvient à neutraliser De Wald et ses hommes.

### Beverly Hills Cop(2013,pilotenon diffusé)
Dans ce téléfilm tourné en 2013 et sorti illégalement en ligne en 2022, Aaron Foley (interprété par Brandon T. Jackson), officier de police en plein essor, tente d'échapper à l'ombre de son père Axel Foley. Dans ce pilote qui aurait pu donner une série télévisée si la chaine américaine CBS l'avait repris, Eddie Murphy reprend son rôle.

### Le Flic de Beverly Hills: Axel F.(2024)
Après la disparition de Billy, Axel Foley retourne à Beverly Hills pour enquêter. Il y retrouve sa fille Jane, avocate, avec laquelle il entretient des rapports compliqués. Axel va par ailleurs collaborer avec l'inspecteur Bobby Abbott, 'ex-petit ami de Jane. 

## Entourage
- L’inspecteur William « Billy » Rosewood (Judge Reinhold) : inspecteur de la police de Beverly Hills, puis D.D.O.J.S.I.O.C. (Député Directeur des Opérations de Jonction des Services Interdépartementaux des Opérations Commandos). C'est un ami d'Axel, assez déjanté lui aussi. Il aide toujours Axel dans ses enquêtes à Beverly Hills. C'est le coéquipier de Taggart, jusqu'à ce que ce dernier parte en retraite. Billy est fan du film Cobra[6] et adore les armes (fusil à pompe, lance-roquettes…). On découvre également dans le deuxième qu'il adore les plantes et les tortues.
Comme Axel, il apparaît dans les quatre films.
- Le sergent John Taggart (John Ashton) : policier de Beverly Hills et coéquipier de Billy Rosewood, jusqu'à sa retraite. Plus âgé et réservé que Billy, il hésite souvent à suivre Axel Foley. Mais c'est un très bon ami d'Axel et il l'aide finalement à chaque fois. Il subit les moqueries et facéties d'Axel, qui le fera même passer pour Gerald Ford pour entrer dans un bar. Il n'apparaît pas dans le troisième film, car on apprend qu'il a pris sa retraite à Phoenix et qu'il s'est pris de passion pour le golf.
- Le lieutenant Andrew Bogomil (Ronny Cox) : lieutenant puis capitaine de la police de Beverly Hills. Il a une fille nommée Jan. D'abord opposé à Axel lors de leur première rencontre, il acceptera de l'aider. Dans le deuxième film, il est gravement blessé par balles alors qu'il enquêtait sur le gang de l'alphabet. À la fin du deuxième, il est promu Chef de la police de Beverly Hills.
- L’inspecteur Todd (Gilbert R. Hill) : il est le chef d'Axel et Jeffrey Friedman à Détroit. Très nerveux, il supporte Axel et ses excentricités tant bien que mal. Il est assassiné dans le troisième film par Ellis Dewald, sous les yeux d'Axel.
- Mikey Tandino (James Russo) : ami d'enfance d'Axel, assassiné par les hommes de Victor Maitland dans le premier film. Ancien détenu, il travaillait dans la galerie d'art de Maitland, comme gardien.
- Jeannette « Jenny » Summers (Lisa Eilbacher) : amie d'enfance d'Axel et de Mikey Tandino, elle travaille dans une galerie d'art. Son patron, Victor Maitland, est un criminel. Elle aide Axel à le faire tomber. Elle apparaît seulement dans le premier film.
- Jan Bogomil (Alice Adair) : fille d'Andrew Bogomil, elle travaille dans les assurances. Elle apparaît seulement dans le deuxième film. Elle donnera des infos à Axel sur Maxwell Dent.
- Jeffrey Friedman (Paul Reiser) : collègue d'Axel à Détroit, il couvre souvent Axel lorsque ce dernier part à Beverly Hills. Il veut toujours participer aux opérations « en sous-marin » d'Axel. Il apparaît dans les deux premiers films de la saga.
- Jon Flint (Hector Elizondo) : policier de Beverly Hills et collègue de Billy. Malgré son amitié pour Ellis DeWald, il ignore ses activités. Il aidera Axel à déjouer ses plans criminels. Il apparaît seulement dans le troisième film.
- Serge (Bronson Pinchot) : employé de la galerie d'art où travaille Jenny et Mikey dans le premier film, il devient ensuite marchand d'armes et fournit Axel en gadgets dans le troisième. Il adore faire des expressos avec une pointe de citron. Il ne sait pas prononcer le prénom de Axel et l’appelle Armed Foley ou Aquel Foley
- Janice (Theresa Randle) : employée de WonderWorld, elle aide Axel pour démasquer Ellis De Wald dans le troisième film et une idylle commence entre eux.
- Aaron Foley (Brandon T. Jackson) : son fils, officier de police, tente d'échapper à l'ombre de son père.
- Jane Saunders (Taylour Paige) : sa fille avocate avec qui il entretient une relation compliquée, elle l'aide à enquêter dans le quatrième film.

## Films
- 1984 : Le Flic de Beverly Hills (Beverly Hills Cop) de Martin Brest
- 1987 : Le Flic de Beverly Hills 2 (Beverly Hills Cop II) de Tony Scott
- 1994 : Le Flic de Beverly Hills 3 (Beverly Hills Cop III) de John Landis
- 2024 : Le Flic de Beverly Hills : Axel F. (Beverly Hills Cop: Axel F) de Mark Molloy (en)